# Kuala Terengganu
Kuala Terengganu (abreujat col·loquialment com KT, (en jawi: كوالا ترڠڬانو) és la ciutat més gran i la capital real i estatal de l'estat de Terengganu, Malàisia. L'1 de gener de 2008 va adquirir l'estatus de ciutat. La ciutat té una població de 295.306 habitants i és també la capital del districte del mateix nom. Kuala Terengannu està situada al voltant de 500 quilòmetres al nord de Kuala Lumpur en un promontori envoltat per tres costats pel Mar de la Xina Meridional. El nom significa "boca fluvial de Terengganu", en referència a l'àmplia extensió de l'estuari del riu Terengganu que desemboca a l'oceà en aquest punt.

## Història
Quan es va fundar Kuala Terengganu havia un sol carrer anomenat Kampung China (barri xinès). Una família de comerciants xinesos que comerciaven entre la Xina i la península malaia la van fundar al segle xv. Prova d'això són les famílies xineses que l'habiten i els edificis de centenars d'anys d'antiguitat.
Ràpidament es va convertir en un important punt de comerç entre els dos països. No obstant això, després que l'imperi de Malaca conquerís la ciutat, la seva influència com a principal port de Malaca va disminuir, ja que la majoria dels comerciants preferien parar a Malaca, que era el centre del comerç entre la Xina, l'Índia i el sud-est asiàtic.

## Economia
Entre les principals activitats econòmiques es troben la venda a l'engròs i detall d'aliments, teles, roba, l'agricultura, la pesca, la indústria de serveis i el turisme, especialment com a punt de partida a les properes Illes Perhentian.

## Turisme

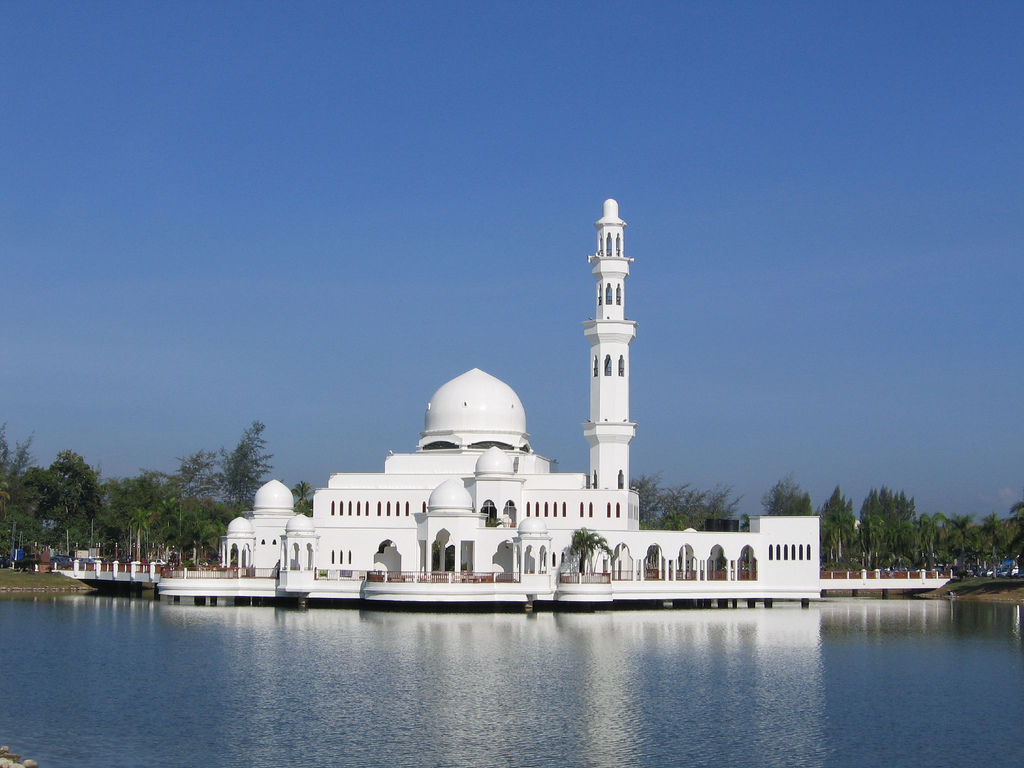
La mesquita flotant.

Les principals atraccions turístiques són el barri xinès, Passar Payang (Mercat Central), el Palau del Sultà, el Museu Estatal i Pulau Duyong.

## Transport
La ciutat està connectada amb altres ciutats per una bona xarxa de carreteres i alguns ferris que travessen el riu Terengganu. El Pont Sultà Mahmud, sobre aquest riu, proveeix una connexió entre les dues ribes. De l'altre costat del riu hi ha un aeroport de mida mitjana anomenat Aeroport Sultà Mahmud que ofereix rutes nacionals.